# کراکوف (ناحیه راکوونیک)
کراکوف (به چکی: Krakov) یک منطقهٔ مسکونی در جمهوری چک است که در ناحیه راکوونیک واقع شده‌است.